# Hove, Antwerp
Hove là một đô thị ở tỉnh Antwerp. Thị trấn này chỉ gồm thị trấn Hove proper. Tại thời điểm ngày 1 tháng 1 năm 2006, Hove có dân số 8.307 người. Tổng diện tích là 5,99 km² với mật độ dân số là 1.388 người trên mỗi km².